# 水源林
水源林（すいげんりん）とは、森林の水源涵養機能に着目して整備される森林。脊梁山脈を持ち、河川が短く勾配が急な国土を持つ国では、陸地に雨水が滞留する時間が短いため、水資源を確保するために利水ダムと共に整備が進められる。

## 水源涵養機能
森林への降雨は、樹木の樹冠や森林土壌などで滞留し、河川への流出量や流出時間がコントロールされる。また、一部は地下の地層や基岩へ浸透し地下水を形成する。森林自体は、水を生産する能力がない上、生理現象により水分を放出、消費するため、その機能には限界があるが、水源林として整備された森林を流域に持つ河川では、渇水時にも水量が確保されることが古くから知られている。

## 水源林の森林像
ステレオタイプの水源林のイメージとして、広葉樹の巨木が茂る森林が引き合いに出されることが多いが、森林研究・整備機構の試験林などにおける観測結果によれば、針葉樹林と広葉樹林、人工林と天然林の間では水源のかん養能力（浸透能）の明確な差は確認されていない。浸透能の善しあしについては立木の違いよりも、地域の気象条件や長年形成されてきた土壌の質などによる影響が大きい。

## 日本の水源林

### 保安林制度
日本では水源の上流域にあたる森林を森林法の保安林制度に基づき、伐採や開発行為の制限などが行われる水源かん養保安林に指定して保全を図っている。2006年現在、日本の森林の約45%にあたる1,142万haが水源かん養保安林に指定されている。ダム湖の周辺山林も対象となる。保安林が風水害等で荒廃した場合には、国や都道府県により治山事業が実施される。

#### 水源林造成事業
1961年、森林開発公団（緑資源公団を経て現在森林整備センター）が、山間奥地で自発的な森林整備が進まない水源かん養保安林（都道府県、市町村有林を含む民有林）を対象に分収林による森林整備の制度を導入。2008年までに全国で約46万haの契約を結び水源林の整備を進めている。

### 自治体の取り組み
後背に山地を抱える都市部では、水源の安定確保を目的に水源林の整備が行われている。東京都や神奈川県の例では、県境を越えた山梨県内のそれぞれ丹波山村、小菅村、甲州市（多摩川水系）、道志村（相模川水系）などに森林を確保して保全を行っている。必要となる森林面積については、1976年、日本水道協会誌で丹保憲仁が示した目安によれば、都市住民1人当たり飲料水確保のために300-500m2、下水処理水の希釈のために900-1,000m2の水源林が必要としている。

### 外国人による水源林の買収
2009年頃、日本の森林（水源林）を外国人が買い漁っており、将来的に水源が脅かされているのではないかとの報道がなされるようになった。林野庁では全国の実態調査を行ったが、水源に影響が出るような極めて大規模な森林の売買実績は見当たらず、事実上空振りに終わった。林野庁が取りまとめた2018年年度における外国人、外国法人（と思われるもの）による森林買収の実績は全国で30件、約373haとなっている。これらの数字は、日本の森林面積約2500万haから比べると微々たるものとなっている。